# NGC 964
NGC 964 (również IC 1814 lub PGC 9582) – galaktyka spiralna (Sab), znajdująca się w gwiazdozbiorze Pieca. Została odkryta 1 września 1834 roku przez Johna Herschela.